# Greasy Truckers: Live at Dingwalls Dance Hall
 Greasy Truckers: Live at Dingwalls Dance Hall  is een verzamelalbum, met opnames van een concert in de Dingwalls Dance Hall, aangevuld met opnames van Henry Cow
Het album bevat bijdragen van de Britse progressieve rock-bands:
- Camel
- Henry Cow
- Global Village Trucking Co
- Gong

## Tracklist
Het is een dubbel-elpee, met ieder van de vier groepen op één kant.
1. Camel
  - God of Light Revisited
2. Henry Cow
  - Off The Map
  - Cafe Royal
  - Keeping Warm In Winter
  - Sweet Heart Of Mine
3. Global Village Trucking Co
  - Look Into Me Earl Stonham (The Gunslinger)
  - You're A Floozy
  - Madame Karma But I Love Your Lowdown Ways
  - Everybody Needs A Good Friend
4. Gong
  - General Flash Of The United Hallucinations
  - Floating Anarchy, Part 32